# Campo (sociología)

Espacio social y prácticas sociales según Pierre Bourdieu.

En la sociología de Pierre Bourdieu, un campo es un espacio social de acción y de influencia en el que confluyen relaciones sociales determinadas, es una red de relaciones objetivas entre posiciones. Estas posiciones se definen en su existencia y en las determinaciones que les imprimen a sus ocupantes por la situación actual o potencial en la estructura de distribución de poder o capital, y por las relaciones objetivas con las demás posiciones. La noción de campo, en Bourdieu, implica pensar en términos de relaciones. Estas relaciones quedan definidas por la posesión o producción de una forma específica de capital, propia del campo en cuestión. Cada campo es —en mayor o menor medida— autónomo; la posición dominante o dominada de los participantes en el interior del campo depende en algún grado de las reglas específicas del mismo. El conjunto estructurado de los campos, que incluye sus influencias recíprocas y las relaciones de dominación entre ellos, define la estructura social.

## Campo como lucha
Un campo es un sector determinado de la actividad social (estructuras simbólicas); ejemplos específicos de campos analizados por Bourdieu o sus discípulos han sido el arte, el sistema educativo, los medios de comunicación de masas o el mercado de la vivienda¹. En cada uno de estos sectores, los individuos participantes desarrollan actividades —como por ejemplo la producción de obras de arte o la gestión de galerías de arte, pero también la crítica artística, la visita a museos, las conversaciones sobre arte o la posesión de objetos más o menos artísticos— en las que ponen en juego los recursos de los que disponen —sus habilidades para hacer, entender o apreciar lo artístico—, buscando obtener los bienes que solo este campo específico puede proveer.
La noción de campo está fundada sobre la teoría marxista de que la sociedad está definida por la lucha de clases; aunque se aparta en numerosos puntos cruciales del marxismo, Bourdieu conserva el principio de que las divisiones sociales no son posiciones continuas sobre una gradación numérica —en que los ricos se distinguirían de los pobres simplemente por poseer una mayor cantidad de dinero— sino relaciones estructuradas entre distintos roles en las actividades de producción, distribución y consumo, que se determinan mutuamente. La forma específica de esas determinaciones está dada por las reglas o principios del campo.
Bourdieu compara el campo con la imagen de juego, aunque lo diferencia, ya que el campo no es una creación deliberada ni obedece a reglas que sean explicitadas. La jerarquía de las diferentes formas de capital se modifica en los diferentes campos, su valor relativo varía incluso en estados sucesivos de un mismo campo. El valor de un capital depende de que exista un campo en el que pueda utilizarse. El estado de las relaciones de fuerza entre los distintos jugadores es lo que define la estructura del campo. El volumen global de la estructura del capital de cada jugador y su evolución en el tiempo definen su fuerza relativa en el juego, su posición y sus estrategias.
Los jugadores presentan una creencia por el juego y las apuestas, reconociendo que dicho juego es digno de ser jugado. Esto da lugar a la competición y sus conflictos. Existen también triunfos relacionados con cartas maestras cuyo poder varía según el juego. De esta manera los diversos capitales presentan cambios en su valor en función del campo en el que se encuentren.
El campo es una espacio de luchas por conservar o transformar como están configuradas las fuerzas actuales y potenciales. Por lo tanto en un campo, al existir luchas, hay historia.

## Habitusy capital
De acuerdo a estas reglas se desarrolla la actividad en el campo, que funciona como un mercado en que los actores compiten por los beneficios específicos del campo. Esta competencia define las relaciones objetivas entre los participantes, que están determinadas por el volumen de capital que estos aportan, por la trayectoria que han recorrido en el interior del campo y por su capacidad para aplicar las reglas del campo. La capacidad de los individuos de hacer uso efectivo de los recursos con los que cuentan es una función de la adaptación de su habitus al campo en cuestión; el habitus, otra noción clave de la sociología de Bourdieu, es el sistema subjetivo de expectativas y predisposiciones adquirido a través de las experiencias previas del sujeto.
El capital operativo en cada campo es el conjunto de todo aquello que puede ser utilizado para obtener una ventaja en el mismo; el capital, en consecuencia, es un producto del campo, y no existe fuera de él. Un capital es un factor eficiente en un campo determinado y permite, al que lo posee, ejercer un poder o una influencia, existir en un campo dado. Las distintas especies de capital obran efectos en campos distintos; los campos están definidos por las relaciones de fuerza que el capital ejerce, y por las acciones de los sujetos para conservar y adquirir capital.

## Sistema, red e institución
El carácter sistemático de la estructura del campo se expresa en que los bienes que se ponen en juego en él no existen sino por la existencia del campo (no hay, por ejemplo, tal cosa como el prestigio o el estatus fuera de una determinada organización social). El campo preexiste, en un sentido lógico, a los individuos que lo integran, del mismo modo que en la teoría estructuralista o en la Gestalt.
Los campos son sistemas de relaciones independientes de las poblaciones, por lo cual el verdadero objeto de una ciencia social no es el individuo sino el propio campo.
Aunque todas las relaciones sociales se ejerzan en el interior de un campo —como por ejemplo el campo educativo, el campo artístico o el campo económico— un campo no se identifica sin más con la red de relaciones en que los individuos participan, sino que se define estructural y formalmente por las relaciones objetivas entre las propiedades y las trayectorias de los mismos. Así, individuos que no tienen contacto directo pueden estar objetivamente ubicados en posiciones similares dentro de la estructura del campo.
No todos los campos se expresan en una institución visible para los que participan en él; existen campos donde el nivel de institucionalización es bajo —como el del arte, donde las reglamentaciones establecidas para definir la competencia tienen poco lugar en señalar quien es o no es un artista—, mientras que otros, como el de la medicina, están fuertemente reglados.

## Sistema social
En la obra de Bourdieu, un campo es un sistema de posiciones sociales (por ejemplo, una profesión como la ley) internamente estructurado en términos de relaciones de poder (por ejemplo, la diferencia de poder entre los jueces y abogados). Más específicamente, un campo es un ámbito social de lucha por la apropiación de ciertas especies de capital - capital como todo lo que se toma como significativo para los agentes sociales (el ejemplo más evidente es el capital monetario). Los campos están organizados tanto horizontal como verticalmente. Esto significa que los campos no son estrictamente análogos a las clases, y generalmente son espacios independientes y autónomos de juego social. El campo de poder tiene la peculiaridad de que existe "horizontalmente" a través de todos los campos y las luchas dentro de ella controlan el "tipo de cambio" de las formas de capital cultural, simbólico o físico entre los propios campos. Un campo está constituido por las diferencias relacionales en la posición de los agentes sociales y de los límites de un campo se demarcado por donde terminan sus efectos. Los diferentes campos pueden ser autónomos o interrelacionados (por ejemplo, considere la posibilidad de la separación de poderes entre poder judicial y el legislativo). Las sociedades más complejas tienen más campos y más relaciones entre los campos.
De acuerdo con esta actividad normativa desarrollada en el campo, este funciona como un mercado en el que los actores compiten por los beneficios específicos asociados al mismo. Esta competencia define las relaciones objetivas entre los participantes a través de factores como el volumen de capital que hayan aportado, sus trayectorias dentro del campo o de su capacidad para adaptarse a las normas inherentes al campo. En la medida en que los participantes sean capaces de hacer un uso eficaz de los recursos estarán dotados de una función de adaptación de su habitus en este campo específico. El habitus es el sistema subjetivo de expectativas y predisposiciones adquiridas mediante la experiencia pasada.
El capital operativo en cada campo es el conjunto de recursos que pueden ser utilizados para obtener una ventaja en su interior. Por lo tanto capital es un factor de la dinámica de campo, así como un subproducto del campo que no existe fuera de ella. Las diferentes especies de capitales desempeñan en diferentes campos, que a su vez se definen por los equilibrios de poder que ejerce el capital.

## Construcción
Los campos se construyen de acuerdo a nomos subyacentes, principios fundamentales de la "visión y división" (la división entre la mente y el cuerpo, por ejemplo, o masculino y femenino), o organizando "leyes" de experiencia que rigen a las prácticas y experiencias dentro de un campo. Generalmente, el nomos subyacente de un campo es irreductible al que subyace en otro, como en la disparidad observada entre los nomos del campo de la estética, que valora el capital cultural y en cierto sentido desalienta capital económico, y el del campo de la economía, que valora el capital económico. Los agentes se suscriben a un campo particular no por medio de un contrato explícito, sino por su reconocimiento práctico de los retos, implícitos en el "desarrollo del juego". Este reconocimiento de las apuestas del campo y de la adquisición de los intereses y las inversiones previstas por el campo se denomina ilusión social o Ilusión. Los agentes, a través de ciertas características de pertenencia que le adjudican y criterios necesarios para formar parte, pueden generar una reducción de los colegas presentes o que intenten incorporarse, diferenciarse de sus potenciales rivales y reducir la competencia.

## Capital simbólico
El campo existe en la medida en que ejerce una influencia sobre la perspectiva y las acciones de los participantes; este efecto —la illusio— se extiende tanto sobre las acciones que los individuos realizan específicamente para obtener los beneficios del campo en particular, como sobre los demás campos. En la medida en que los beneficios obtenidos en un campo se pueden transformar en bienes aplicables en campos distintos —como la posesión de una cultura refinada, evidenciada en la distinción del gusto artístico, se hace valer como un rasgo de prestigio social en ciertas sociedades—, esta acción es directa; sin embargo, también puede ejercerse una acción indirecta a través de la conformación del habitus de los implicados en el campo, a quienes dota de principios de valoración y juicio que están definidos por las reglas mismas del campo.
Los beneficios obtenidos en un campo actúan, a su vez, como recursos para subsecuentes luchas en el seno del mismo; si bien Bourdieu emplea para describir esta propiedad la noción de capital, esto no implica la aceptación universal del punto de vista de la economía para las relaciones humanas. Por el contrario, busca demostrar que el ámbito económico es solo uno de los múltiples ámbitos de la lucha de clases, si bien su vinculación inmediata con la supervivencia lo dota de un carácter privilegiado. Bourdieu se aparta de la teoría marxista al sostener que, puesto que cualquier bien puede ser objeto de disputas, existe una cantidad indeterminada de campos que pueden cobrar existencia con la progresiva diferenciación de las relaciones sociales. La medida en que los frutos de ese campo puedan diferenciarse de las especies de capital operativas, fuera de él se determina el grado de autonomía del campo, que es histórica y socialmente contingente.

## Legitimidad
El derecho a ingresar a un campo requiere la posesión de una configuración particular de características, es decir, de un capital específico.
Uno de los efectos de las luchas en el interior del campo es la definición de la legitimidad con respecto a las reglas empleadas; los beneficios que el campo otorga se expresan fundamentalmente en forma de capital simbólico, es decir, del reconocimiento por parte de todos los participantes de que los dominantes poseen los bienes que determinan el dominio en el campo. El reconocimiento del carácter superior del habitus dominante, imprescindible para participar en el campo, puesto que es solidario de las reglas mismas según las cuales se actúa en él, se impone a todos los participantes; su efecto inmediato es que toda estructura de dominación tiende naturalmente a reproducirse, puesto que aún aquellos que desean competir por esos bienes están obligados a reconocer que los medios con los que los dominantes ya cuentan son los aceptados. Este poder otorgado a los dominantes en el campo es la base de la violencia simbólica, que lleva a los propios dominados a ejercer sobre sí mismos las relaciones de dominación, a las que ignoran como tales.
El efecto automático de reproducción de la dominación en el campo implica, a la vez, que el resultado de todas las disputas en el interior del mismo sea la redefinición más o menos parcial de lo legítimo. En determinadas condiciones del campo, las disputas se llevan a cabo abiertamente sobre las distintas definiciones de legitimidad en competencia; grupos dotados de capital de distinto origen o composición pueden buscar redefinir las normas del campo en su propio beneficio.

## Estrategia
Aunque las acciones de los individuos estén objetivamente regidas por las reglas del campo, no en todos los campos ni para todos los participantes este carácter es consciente; la orientación dada por el habitus impone sin embargo una estrategia ajustada a las condiciones objetivas. Las estrategias de los agentes se orientan hacia conservar o subvertir el orden establecido dependiendo de sus posiciones en el campo, el modo en que está distribuido el capital específico y sus percepciones. Los presupuestos dictados por el estado del campo se imponen a los actores más reflexivos y conscientes, de manera similar a los órdenes discursivos postulados por Foucault. El agente, por lo tanto, no es por completo el autor de sus prácticas; en el actúa invisiblemente la fuerza social. El desvelamiento de las condiciones de la acción requiere del análisis social de la estructura; en la sociología de Bourdieu, el sociólogo cumple el papel de socioanalista, posibilitando la toma de conciencia de las fuerzas anónimas que la estructura social impone. De ese modo, la sociología es una herramienta radicalmente comprometida con la intervención en las relaciones sociales.